# Centaurea zlatarskyana
Centaurea zlatarskyana — вид квіткових рослин родини айстрових (Asteraceae). Ареал: Болгарія.